# Керет (језеро)
Керет (рус. Кереть) је језеро у Русији. Налази се на територији Републике Карелије. Површина језера износи 223 km².